# Polycentropus fasthi
Polycentropus fasthi är en nattsländeart som beskrevs av Ralph W. Holzenthal och Hamilton 1988. Polycentropus fasthi ingår i släktet Polycentropus och familjen fångstnätnattsländor. Inga underarter finns listade i Catalogue of Life.